# フリッツ・ロンドン記念賞
フリッツ・ロンドン記念賞（Fritz London Memorial Prize）は、国際純粋・応用物理学連合（IUPAP）が授与する賞。低温物理学における卓越した業績に対して授与される。
フリッツ・ロンドンにちなんで1957年に創設され、彼の母校のデューク大学の協賛を受けている。

## 受賞者
- 1957年 ニコラス・クルティ
- 1960年 レフ・ランダウ
- 1962年 ジョン・バーディーン
- 1964年 David Shoenberg
- 1966年 Cornelis Jacobus Gorter
- 1968年 William Fairbank Sr.
- 1970年 ブライアン・ジョゼフソン
- 1972年 アレクセイ・アブリコソフ
- 1975年 John Wheatley
- 1978年 Guenter Ahlers, William L. McMillan, John Rowell
- 1981年 John D. Reppy, アンソニー・レゲット, Isadore Rudnick
- 1984年 Werner Buckel, Olli V. Lounasmaa, デイヴィッド・J・サウレス
- 1987年 カール・アレクサンダー・ミュラー, ヨハネス・ベドノルツ, 近藤淳, John Clarke
- 1990年 Robert C. Dynes, ピエール・ホーエンバーグ, Anatoli Iwanowitsch Larkin
- 1993年 Albert Schmid, Dennis Greywall, Horst Meyer
- 1996年 Moses H. W. Chan, カール・ワイマン, エリック・コーネル
- 1999年 Douglas F. Brewer, Matti Krusius, ヴォルフガング・ケターレ
- 2002年 Russell J. Donnelly, Walter N. Hardy, Allen M. Goldman
- 2005年 Sébastien Balibar, J. C. Séamus Davis, Richard Packard
- 2008年 Yuri M. Bunkov, Wladimir Wladimirowitsch Dmitrijew, Igor A. Fomin
- 2011年 Humphrey Maris, Hans Mooij, Gerd Schön
- 2014年 John M. Martinis, Michel Devoret, Robert Schoelkopf
- 2017年 William Halperin, James Sauls, Jeevak Parpia
- 2020年 Frank Steglich, Waleri Markowitsch Winokur, Qi-Kun Xue
- 2025年 Robert Hallock, John Saunders, Ali Yazdani